# Autovía LL-12
La LL-12 o L-12 es una autopista construida en 1976, sirviendo de enlace de la autopista de peaje llamada entonces A-2, actual AP-2 y la ciudad de Lérida al pasar lejos de la ciudad.
Antes del cambio de nombre de las autovías y autopistas de España, acaecido en diciembre de 2003, esta carretera se llamaba N-236.
Tiene a medio camino del acceso, el acceso a la variante sur de Lérida C-13.

## Tramos
| Denominación | Tramo                            | km | Año servicio |
| ------------ | -------------------------------- | -- | ------------ |
| LL-12        | Montoliu AP-2 - Lérida Sur LL-11 | 5  | 1976         |